# Chamaesphecia powelli
Chamaesphecia powelli is een vlinder uit de familie van de wespvlinders (Sesiidae). De wetenschappelijke naam van de soort is voor het eerst geldig gepubliceerd in 1920 door Le Cerf.